# Hong Shen
Hong Shen (洪深, 31 décembre 1894 – 29 août 1955) est un dramaturge, réalisateur, scénariste, théoricien du cinéma et du théâtre et professeur chinois. Il est considéré par les historiens du théâtre comme l'un des trois fondateurs de l'art dramatique parlé en Chine, avec Tian Han et Ouyang Yuqian. Il est l'auteur du script du premier film chinois, Mrs. Shentu.

## Biographie
Né au Jiangsu, Hong grandit à Shanghai et Tianjin, puis entre dans la nouvelle école Tsinghua (actuelle université Tsinghua) en 1912, et en sort diplômé en 1916. Il part ensuite aux États-Unis pour étudier la céramique technique à l'université d’État de l’Ohio dans le cadre du programme de bourses d'indemnisation des Boxers (en). Sur place, il écrit et produit deux pièces de théâtre en anglais. Un groupe d'étudiants chinois de l'université et du Oberlin College joue l'une d'elles, Le mari marié, en avril 1919 devant un public de 1 300 personnes dans la chapelle de l'université. Il s'agit probablement de la première pièce écrite par un citoyen chinois à être jouée aux États-Unis. En été 1919, il entre à l'université Harvard et est choisi pour faire partie du groupe des « douze de Baker » et étudie auprès du professeur George Pierce Baker (en),.
Hong Shen retourne en Chine en 1922 avec l'ambition de devenir l'Ibsen de Chine. Il enseigne la littérature occidentale à l'université Fudan de Shanghai, ainsi que dans d'autres universités. Il écrit et joue dans la pièce Yama Zhao (en) en 1923, qui est fortement opposée aux sanglants combats qui déchirent la Chine à l'époque, une période qui est aujourd'hui appelée « ère des seigneurs de la guerre ». La pièce est bien accueillie et établi sa réputation de dramaturge,. Il rejoint l'association des dramaturges de Shanghai, et réalise de nombreuses pièces, comme L'Éventail de la jeune maîtresse, qui est adaptée de L'Éventail de Lady Windermere d'Oscar Wilde. La pièce connait un énorme succès et influence grandement le développement du théâtre moderne en Chine,.
En 1925, Hong Shen publie le script du film Mrs. Shentu dans le magazine Eastern Miscellany de Shanghai. Il n'est jamais réalisé mais est considéré comme une étape importante dans l'histoire du cinéma pour être le premier script publié en Chine. Il réalise son premier film, Jeune maître Feng, pour la société cinématographique Mingxing en 1925. Puis il co-réalise les films Amour et Or (1926) et L'Éventail de la jeune maîtresse (1928) avec le fondateur de la Mingxing, Zhang Shichuan, et écrit le script du film La Chanteuse à la pivoine rouge de 1931 (réalisé par Zhang Shichuan), le premier film parlant chinois (il s'agit d'un son sur disque et non d'un son sur film). Il est nommé directeur de l'école de cinéma de Chine en 1928.
Hong Shen rejoint la Ligue des écrivains de gauche en 1930, et participe à des activités politiques. Dans les années 1930, il écrit de nombreux scripts de films ainsi que trois pièces collectivement connues sous le nom de Trilogie de la campagne. Le Pont de Wukui est considéré comme le meilleur des trois. Ils sont réalisés en 1931 avec Yuan Muzhi dans le rôle principal. Hong écrit également de nombreux livres et articles sur la théorie du cinéma et du théâtre.
Après l'invasion japonaise de 1937, Hong Shen quitte Shanghai pour l'intérieur du pays qui est libre de l'occupation japonaise. Il met en scène plusieurs pièces sur le thème de la résistance aux Japonais. Il retourne à l'université Fudan pour enseigner après la guerre en 1945, mais est forcé de partir en raison de ses sympathies communistes. Il enseigne brièvement à l'université de Xiamen au Fujian avant de partir pour le Nord-Est du pays en 1948 qui est sous contrôle communiste.
Après la victoire du Parti communiste chinois dans la guerre civile et la fondation de la République populaire de Chine en 1949, Hong Shen est nommé directeur du bureau des relations culturelles externes du ministère de la Culture, et vice-président de l'association des dramaturges de Chine. Il est également membre du premier comité national de la conférence consultative politique du peuple chinois. Le 29 août 1955, il meurt d'un cancer du poumon à Pékin.